# Suzuki Keita
Suzuki Keita (sinh ngày 8 tháng 7 năm 1981) là một cầu thủ bóng đá người Nhật Bản.

## Đội tuyển bóng đá quốc gia Nhật Bản
Suzuki Keita thi đấu cho đội tuyển bóng đá quốc gia Nhật Bản từ năm 2006 đến 2008.

## Thống kê sự nghiệp
| Đội tuyển bóng đá Nhật Bản | Đội tuyển bóng đá Nhật Bản | Đội tuyển bóng đá Nhật Bản |
| Năm                        | Trận                       | Bàn                        |
| -------------------------- | -------------------------- | -------------------------- |
| 2006                       | 7                          | 0                          |
| 2007                       | 13                         | 0                          |
| 2008                       | 8                          | 0                          |
| Tổng cộng                  | 28                         | 0                          |

### Bàn thắng quốc tế

#### U-23
| #  | Ngày                 | Địa điểm                                | Đối thủ  | Bàn thắng | Kết quả | Giải đấu                          |
| -- | -------------------- | --------------------------------------- | -------- | --------- | ------- | --------------------------------- |
| 1. | 10 tháng 10 năm 2002 | Sân vận động Munsu Cup, Ulsan, Hàn Quốc | Thái Lan | 2–0       | 3–0     | Đại hội Thể thao châu Á 2002      |
| 2. | 3 tháng 3 năm 2004   | Sân vận động Al Jazira, Abu Dhabi, UAE  | Liban    | 2–0       | 4–0     | Vòng loại Thế vận hội Mùa hè 2004 |